# Municipio de Union (condado de Licking)
El municipio de Union (en inglés: Union Township) es un municipio ubicado en el condado de Licking en el estado estadounidense de Ohio. En el año 2010 tenía una población de 8783 habitantes y una densidad poblacional de 80,03 personas por km².

## Geografía
El municipio de Union se encuentra ubicado en las coordenadas 39°58′59″N 82°31′11″O / 39.98306, -82.51972. Según la Oficina del Censo de los Estados Unidos, el municipio tiene una superficie total de 109.74 km², de la cual 107.99 km² corresponden a tierra firme y (1.59%) 1.75 km² es agua.

## Demografía
Según el censo de 2010, había 8783 personas residiendo en el municipio de Union. La densidad de población era de 80,03 hab./km². De los 8783 habitantes, el municipio de Union estaba compuesto por el 96.81% blancos, el 0.65% eran afroamericanos, el 0.22% eran amerindios, el 0.31% eran asiáticos, el 0.06% eran isleños del Pacífico, el 0.22% eran de otras razas y el 1.74% pertenecían a dos o más razas. Del total de la población el 1.23% eran hispanos o latinos de cualquier raza.